# Hawkman
Hawkman è un personaggio dei fumetti creato da Gardner Fox (testi) e Dennis Neville (disegni) sull'albo Flash Comics n. 1 (gennaio 1940), pubblicato dalla DC Comics. Sullo stesso albo sono stati creati il primo Flash e Johnny Thunder.
In Italia, negli anni sessanta e settanta, era conosciuto anche come Falco, ma, come gran parte dei personaggi della DC, ha avuto diverse incarnazioni, con caratteristiche anche molto differenti tra loro. È stato uno dei componenti della Justice Society of America e della Justice League in diverse formazioni.
Quasi ogni versione di Hawkman è caratterizzata dall'uso di grandi ali artificiali, fissate a una bardatura di un metallo speciale che consente di volare, e da un casco a forma di testa di falco. La maggior parte delle versioni dell'eroe ha avuto come spalla una supereroina chiamata Hawkgirl (in Italia ribattezzata Alata) o Hawkwoman, con cui è stato sposato o ha comunque avuto una relazione sentimentale e di fiducia reciproca.
Durante la Golden Age, il personaggio è vissuto sotto il nome di Carter Hall, un archeologo, reincarnazione di un principe dell'Antico Egitto. Per combattere il crimine, Hall e Hawkgirl hanno usato gli stessi strumenti esposti nel museo di cui si sono occupati entrambi.
Come molti supereroi della Golden Age, Hawkman è scomparso dalle pubblicazioni dopo la seconda guerra mondiale. Durante la Silver Age, negli anni sessanta, la DC ha introdotto, insieme con numerose altre, anche la nuova versione di questo personaggio. I nuovi Hawkman e Hawkgirl sono stati agenti di polizia del pianeta Thanagar, trasferitisi sulla Terra per aiutare le forze di polizia umane e la Justice League a occuparsi dei supercriminali.
Da quando la continuity DC è stata riscritta, nel 1986, con il titolo Crisi sulle Terre infinite la storia di Hawkman è diventata confusa, a causa delle numerose nuove versioni del personaggio apparse nel corso degli anni, alcune legate all'Antico Egitto, altre a Thanagar. Queste versioni sono tutte comparse in diverse serie di breve durata.

## Storia editoriale
Hawkman apparve per la prima volta su Flash Comics n. 1 nel 1940, e continuò a comparirvi durante gli anni quaranta. Questo primo Hawkman era Carter Hall, reincarnazione di un principe egizio, che aveva scoperto che il misterioso "nono metallo" poteva annullare gli effetti della gravità permettendogli di volare. Approntò un costume con delle ampie ali che gli consentirono di avere il controllo sul suo volo e di diventare un avversario del crimine.
Hawkman fu uno dei fondatori della Justice Society of America, a partire da All Star Comics n. 3 (inverno 1940). Nel numero 8 divenne presidente della JSA, posizione che avrebbe ricoperto fino alla fine delle apparizioni del gruppo su All Star Comics. Fu l'unico membro a comparire in tutte le avventure della JSA durante la Golden Age.
Carter Hall ebbe una relazione con la sua sposa reincarnata, Shiera Sanders, che divenne la supereroina Hawkgirl.
Le prime tre avventure di Hawkman furono disegnate da Dennis Neville, che per il costume prese a modello gli uomini falco del Flash Gordon di Alex Raymond, quindi da Sheldon Moldoff e poi da Joe Kubert, il quale modificò leggermente la maschera in Flash Comics n. 85 (luglio 1947) e successivamente rimpiazzò la maschera da falco alato con un più semplice cappuccio giallo in Flash Comics n. 98 (agosto 1948).
Come la maggior parte dei supereroi della Golden Age, le sue avventure cessarono quando l'industria dei comic distolse la sua attenzione dal genere. La sua ultima apparizione fu su All Star Comics n. 57 nel 1951.
Un decennio più tardi, la DC Comics, diretta da Julius Schwartz, decise di rivitalizzare alcuni eroi con versioni rinnovate, ma con gli stessi nomi e poteri. Sulla scia del successo di Flash, anche Hawkman fu oggetto di un revival. Questa volta diventò un poliziotto extraterrestre del pianeta Thanagar, ma i suoi poteri rimasero pressoché invariati. Creato da Gardner Fox e Joe Kubert, Katar Hol giunse sulla Terra con sua moglie Shayera inseguendo un fuorilegge e rimase a combattere il crimine. La coppia adottò i nomi Carter e Shiera Hall e divenne curatrice di un museo.
Questo Hawkman è membro della Justice League of America, dove ha spesso battibecchi con l'iconoclastico liberale Freccia Verde. Negli anni sessanta fu rivelato che l'Hawkman originale viveva sul mondo parallelo detto Terra-due mentre Katar Hol viveva su Terra-uno. La Justice League e la Justice Society durante gli anni sessanta e settanta ebbero incontri a cadenza annuale durante i quali i due eroi si incontrarono spesso.
L'Hawkman della Silver Age fu titolare di una serie personale per alcuni anni, ma con la riduzione delle vendite la testata fu unita con quella di Atomo (Ray Palmer). Atom and Hawkman durò solo un altro anno prima di essere chiuso.
Sul finire degli anni settanta su Showcase e World's Finest Comics Thanagar entrò in guerra con il pianeta Rann (casa adottiva di Adam Strange). Ciò condusse Hawkman e Hawkwoman a tagliare i legami con il proprio pianeta natale e più tardi a combattere una guerra con Thanagar che tentava segretamente di conquistare la Terra.
Nel 1985 con Crisi sulle Terre infinite vennero sostanzialmente riscritte e azzerate vita e origini di molti personaggi. Questa operazione non ha giovato al personaggio di Hawkman che, anziché trovarsi una biografia riordinata, ebbe come risultato un'ancor più grande confusione tra le sue varie incarnazioni. Nella nuova sequenza temporale esiste una singola Terra che ha avuto la Justice Society negli anni quaranta e la Justice League decenni più tardi. Revisioni successive cercarono di stabilire esattamente chi sono stati Hawkman e Hawkwoman nei vari periodi. Nei pochi anni in cui furono ancora usate versioni precedenti a Crisi, queste ebbero un ruolo preminente nell'universo DC e si unirono alle incarnazioni più recenti della Justice League.
Quindi la DC decise di ripristinare completamente la continuity di Hawkman con una miniserie di tre numeri intitolata Hawkworld, opera di Tim Truman. A quest'opera sarebbe seguita una serie regolare, con lo stesso titolo, di John Ostrander e Grant Miehm. La miniserie di Truman, pur considerata di ottima fattura, aggravò pesantemente i problemi di continuità temporale delle vicende del personaggio. Infatti non tenne conto degli eventi precedenti, riscrivendo completamente i retroscena biografici. Thanagar è un pianeta con una strutturazione sociale rigida e classista, che va alla conquista di altri mondi per arricchirsi. Katar Hol è il figlio di un alto ufficiale che si ribella contro lo status quo. Insieme con la sua compagna Shayera viene mandato sulla Terra e vi rimane per molti anni finché non viene apparentemente ucciso.
Dal 2002 l'Hawkman attivo nell'universo DC è Carter Hall, reincarnazione dell'antico principe egizio Khufu nel corpo di Katar Hol, che ha preso parte alla saga Crisi d'identità. È stato protagonista di una miniserie (inedita in italiano) scritta da James Robinson e Geoff Johns e disegnata da Rags Morales, dove viene reintegrato nella continuity corrente.

## Identità
DC Comics accredita come canoniche 10 versioni del personaggio, in continuity con la linea temporale principale del Multiverso DC.
- Khufu, (Flash Comics n. 1, del 1940), l'antico principe egiziano di cui alcune versioni successive ne sono la reincarnazione[2].
- Sir Brian Kent, (Brave and the Bold n. 1, del 1955), cavaliere medioevale attivo nell'Inghilterra del sesto secolo[2].
- Hannibal Hawkes (Western Comics n. 5, del 1948), cowboy attivo negli Stati Uniti al tempo del Vecchio West[2].
- Carter Hall (Flash Comics n. 1, del 1940) versione principale del personaggio, la prima ad apparire a livello editoriale. Archeologo di professione e alter ego di Hawkman[2].
- Katar Hol (Brave and the Bold n. 34, del 1961). Si tratta del personaggio nella sua versione Silver Age[2], pubblicato a livello editoriale fino al 1995. A differenza dei precedenti è un alieno che opera come poliziotto spaziale e proviene da Thanagar[2]. Il personaggio di Katar Hol subisce una parziale retcon delle sue origini in seguito agli eventi di Crisi sulle Terre infinite. Questo avviene sulla miniserie Hawkworld (del 1989) a opera di Timothy Truman[3].
- Hawkman Avatar (Hawkman (vol. 3) n. 0, del 1994), dopo gli avvenimenti di Zero Hour si crea una versione del personaggio che fonde mente e corpo di Carter Hall e Katar Hol[4]. In questa incarnazione le ali sono di piume e il personaggio vuole essere la definitiva incarnazione del guerriero alato[4]. Il nuove eroe viene però bandito nel reame dell'Hawk God.
- Carter Hall, Warrior Poet of Thanagar (JSA n. 23, del 2001), dopo anni di oblio Carter Hall viene riportato sulla Terra dal limbo in cui si trovava da Kendra (Hawkgirl)[2].
- Katar Hol, The Savage Thanagarian: prince in hiding (The Savage Hawkman n. 1, del 2011)[2], dopo gli avvenimenti narrati in Flashpoint, si assiste a un reboot dei personaggi del DC Universe. Si assiste al ritorno di Katar Hol in un'incarnazione più selvaggia e con capacità fisiche aumentate.
- Carter Hall, Dark Knights: Metal's History Hunter (Dark Knights: Metal n. 4, del 2017) versione di Hawkman proveniente dal Dark Multiverse introdotto con l'universe-wide cross-over Dark Knights: Metal[2].
- Vi sono altri due personaggi che hanno preso l'identità di Hawkman: Fel Andar, spia thangariana all'interno della Justice League (1985 - 1992) e suo figlio Charles Parker, conosciuto come Golden Eagle.

### Carter Hall
Nell'antico Egitto il principe Khufu era impegnato in una faida con il suo rivale, il sacerdote egiziano Ha-Set.
Usando un pugnale forgiato con il metallo alieno Nth (ricavato da un'astronave Thanagariana precipitata sulla terra), il sacerdote pugnala sia Khufu e la sua consorte Chay-Ara, uccidendoli.
Ma le particolari caratteristiche del metallo, unito alla forza del loro amore, trasformò le anime dei due coniugi: per secoli, i due continuarono a reincarnarsi, destinati a rincontrarsi e a rinnovare il loro amore.
Millenni più tardi, nel 1940, Khufu si reincarna nell'archeologo americano Carter Hall, e Chay-Ara in Kendra Saunders.
Usando il metallo Nth per forgiare una cintura anti-gravità e delle ali, Hall divenne il giustiziere volante noto come Hawkman, e Kendra lo accompagnò in battaglia con il nome di Hawkgirl. Hawkman è stato uno dei membri fondatori della Justice Society of America.
Scomparso nel limbo durante una missione con la JSA, durante Ora zero Hall tornò in vita fondendosi con Katar Hol e Kendra per formare una creatura semidivina nota come Hawk-god (Dio - Falco).
Hawk-God, a causa delle diverse personalità, divenne instabile, fino a sparire in un regno extradimensionale noto come "regno del Dio-Falco".
Anni dopo il membro di JSA Kendra Saunders viene condotta su Thanagar in cerca di un campione per fermare il malvagio Onimar Synn dallo schiavizzare l'intero pianeta. I monaci thanagariani usarono la connessione, vecchia di secoli, di Kendra con Carter per riportarlo indietro sul piano mortale, fondendo la sua anima con il corpo di Katar Hol, l'Hawkman di Thanagar.
A seguito di questa resurrezione non ortodossa Carter Hall mantiene tutti i ricordi delle sue vite passate, compresi quelli di Katar Hol.
Oggi Carter Hall opera nella città di St. Roch, Louisiana, facendo coppia con Kendra Saunders, la nuova Hawkgirl, ed è nuovamente un membro della JSA. Kendra, pur avendo tutte le memorie delle vite passate, non ha nessuna delle precedenti esperienze sentimentali, questo causerà diverse tensioni tra lei e Hawkman, con cui collaborerà spesso ma senza corrispondere al suo sentimento: Kendra infatti pare non credere alla storia della reincarnazione, non sentendo per Carter quello che l'uomo prova per lei. Tuttavia, durante la guerra tra Rann e Thanagar, i due inizieranno una relazione sentimentale.
In La notte più profonda Hawkman e Hawkgirl vengono uccisi in una dura lotta con Elongated Man e Sue Dibny, divenuti membri del Corpo delle Lanterne Nere, e successivamente resuscitati a loro volta come Lanterne Nere.
Quando, grazie al potere della potentissima Entità e la luce della Lanterna Bianca, ritornano in vita tutti i supereroi deceduti, anziché Kendra sorprendentemente insieme a Hawkman torna dall'aldilà la rossa Shiera Hall, che ricorda ogni dettaglio delle loro vite passate e, soprattutto, il suo grande amore per Carter.

### Katar Hol
Katar Hol era un giovane ufficiale di polizia sul pianeta Thanagar, il rampollo di una famiglia privilegiata essendo il figlio di Paran Katar, creatore delle ali artificiali con i quali i Wingmen (così erano chiamati i poliziotti Thanagariani) riuscivano a volare.
Thanagar era un pianeta che conquistava e minava altri mondi per avere le loro risorse per mantenere così i suoi alti standard di vita e Hol capì che ciò era sbagliato. Si ribellò contro il sistema e riportò alla luce i vecchi giorni di Thanagar. Diventò studente di storia e archeologia, provando una forte ammirazione per Kalmoran, eroe leggendario di Thanagar.
A causa della azioni violente a cui doveva partecipare come Wingman, Katar Hol divenne dipendente da una droga sintetica, e fu per questo che venne manipolato dal capo della polizia, il capitano Byth, in un complotto ideato allo scopo di uccidere suo padre, accusato di contrabbando di armi verso i ribelli, mentre in realtà riforniva clandestinamente cibo e medicine per i poveri.
Divenendo a sua insaputa un patricida venne poi incastrato da Byth e successivamente mandato in esilio sull'isola di Chance.
In questo periodo trovò uno dei residenti dell'isola che costruiva un paio di ali. Disilluso, Katar Hol lo uccise e si impossessò delle ali. Capì poi che le ali erano state fatte apposta per lui e che l'uomo travestito aveva delle ali vere sulla sua schiena. Terrificato per quello che aveva fatto, venne avvicinato dal fratello dell'uomo che aveva ucciso, che lo aiutò a combattere i sintomi di astinenza della sua dipendenza da droga e fece pace con sé stesso.
Quando venne pronunciata la sentenza Hol venne mandato a Downside in prigione. Tuttavia, grazie all'aiuto della poliziotta Shayera Tai, una giovane donna originaria delle classi più umili della società, riuscì a scappare e a trovare il modo di rivelare il complotto ai suoi danni ideato anni prima da Byth, che nel mentre aveva guadagnato poteri che gli consentivano di cambiare forma.
Katar e Shayera sconfissero il criminale, ma egli scappò in direzione del pianeta Terra. Riabilitato il proprio onore e il proprio rango Katar e la sua nuova partner Shayera inseguirono Byth sul nostro pianeta, subito dopo che Fel Andar lasciò la terra.
Katar Hol e Shayera rimasero sulla Terra dove operarono come ambasciatori di buona volontà del loro pianeta natale e combatterono i criminali, sia umani che alieni nella città di Chicago. Katar si unì poi alla Justice League come tramite tra loro e la JSA; durante la permanenza nel team conobbe Freccia Verde le cui idee da liberali di estrema sinistra si scontravano con la personalità conservatrice di Katar, dando vita a infuocati dibattiti politici ed etici tra i due.
Come scoperto durante Crisi d'identità Katar, Ollie e altri Leaguer hanno per anni partecipato alla cancellazione dei ricordi di molti supercriminali che avevano appreso l'identità segreta di molti eroi.
Denominati "Hawkman III" e come "Hawkwoman II", Katar e Shayera ebbero una relazione lavorativa piuttosto turbolenta e alla fine Shayera si separò da Katar, che continuò da solo.
Katar incontrò Carter Hall e Sheira Sanders quando tornarono dal Limbo con il resto della Justice Society. Scoprì che suo padre Paran andò sulla terra durante la seconda guerra mondiale; divenne amico di Carter e sua moglie, che furono gli ispiratori dei Wingmen.
Durante l'evento Ora zero Katar Hol venne fuso a Carter e Sheira, creando una creatura nota come "Hawk God", una nuova versione di Hawkman, un avatar vivente del Dio Falco che continuò per un breve periodo ad avere avventure, dare la caccia ai criminali e mettere in piedi il proprio "marchio di feroce giustizia". Poi divenne pazzo (tormentato da tutte le voci di tutti i precedenti avatar del dio falco nella sua testa) finché non venne infine confinato nel limbo dalle capacità combinate del mago Arion e di Martian Manhunter.
A causa del ritorno dai morti di Carter Hall prima di Crisi infinita è stato affermato che l'anima di Katar Hol è dissipata dal Limbo/Regno del Dio Falco ed è ormai defunto. Carter Hall attualmente vive nella ricostruzione di una versione del corpo Thanagariano di Katar Hol, di cui possiede i ricordi e le esperienze.

### Fel Andar
Alcuni anni fa la spia Thanagariana Fel Andar, che viveva sulla Terra già da parecchio tempo, si innamorò di una donna terrestre, Sharon Parker. I due si sposarono e Sharon diede alla luce Ch'al Andar, che venne chiamato con il nome terrestre Charles. Quando Charles aveva quattro anni Thanagar richiamò Andar in servizio attivo, ordinandogli di infiltrarsi nella Justice League come secondo Hawkman.
I suoi capi fecero il lavaggio del cervello a Sharon, costringendola a prendere l'identità di Hawkwoman. Andar non disse nulla di suo figlio ai suoi superiori.
Con l'intenzione di conquistare la fiducia dei suoi compagni di squadra Fel Andar affermò di essere Carter Hall Jr., il figlio di Carter e Shiera Hall.
Quando Hawkwoman venne a conoscenza della verità raccontò tutto a Martian Manhunter e Maxwell Lord. Di fronte a entrambi Andar è scappato, tornando indietro su Thanagar, ma non prima di avere ucciso Sharon per il suo tradimento.
Fel Andar avrebbe voluto restare sulla Terra, ma è stato costretto a tornare al suo pianeta dal ritorno di Carter Hall dal Limbo. Andar è stato condannato all'ergastolo su Thanagar e ha lasciato sulla Terra il suo giovane figlio.
Durante la guerra tra Rann e Thanagar, nel tentativo di riappacificarsi con il figlio e di riscattare il suo nome dai suoi numerosi crimini, Andar morì per mano di Komand'r, la supercriminale di Tamar nota come Blackfire.

### Charles Parker
Charlie Parker, originariamente il Teen Titans noto come Golden Eagle, era in realtà il figlio della spia tahanagariana Fel Andar, avuto con una donna terrestre, Sharon Parker. Il suo nome thanagariano è Ch'al Andar. Fingendosi alleato di Carter Hall nella sua lotta al crimine a St. Rosch, divenne il quarto Hawkman quando Carter sembrò perire in battaglia.
Si scoprì in seguito che dietro l'attacco criminale alla città e alla (presunta) morte di Hawkman c'era proprio lui, che pianificò il tutto per assumere il manto dell'eroe alato che, nella sua mente malata, gli spettava di diritto.
Carter infine sconfisse l'usurpatore e lo mandò su Thanagar per venire processato con l'accusa di alto tradimento. Ma una volta su Thanagar Ch'al divenne un soldato nella guerra contro Rann, seppur privo di un occhio, ed ebbe modo di scontrarsi con Carter Hall. Quando però suo padre, divenuto pacifista, venne ucciso da Blackfire, si unì suo malgrado a Hawkman e Adam Strange.

## Curiosità
Lo scrittore scozzese Grant Morrison voleva usare Hawkman nella JLA quando ne scriveva le storie nel 1997; gli fu impedito in quanto la continuity di Hawkman era troppo intricata fino a quel momento. In sostituzione creò allora l'angelo Zauriel, alludendo comunque chiaramente alla connessione tra Hawkman e Zauriel quando Aquaman incontra per la prima volta l'angelo chiamandolo "Katar" (alter ego di Hawkman in quegli anni).

## Poteri e abilità
- Ali di metallo: la tecnologia Thangariana ha inventato il metallo "Nth" che permette di sconfiggere la forza di gravità, le sue ali artificiali sono composte di questo stesso metallo e permettono ad Hawkman di volare a velocità elevatissime, permettendogli addirittura di stare dietro a esseri super veloci come Superman. Le ali di Hawkman oltre a permettergli una notevole agilità e velocità in volo lo proteggono da: armi di grosso calibro, armi da taglio, dalle fiamme, dalle alte temperature e da potenti esplosioni, questo perché il metallo "Nth" è indistruttibile e le armi fatte di questo metallo possono resistere a qualunque cosa e sono in grado di rompere l'acciaio.

- Abilità fisiche: Hawkman è dotato di forza, resistenza, agilità, velocità, riflessi e sensi (soprattutto vista e udito) a livelli sovrumani.
- Resistenza aumentata: Hawkman possiede un'elevata resistenza alle offese fisiche come per esempio: forti impatti, cadute da altezze elevatissime, essere lanciato attraverso pareti più volte e a colpi da parte di esseri estremamente potenti.
- Combattente esperto: Hawkman in tutte le sue incarnazioni è un guerriero eccezionale, abile nella lotta corpo a corpo e specializzato nell'uso di numerosissime armi, anche se predilige una mazza ferrata per i combattimenti ravvicinati. La sua abilità nel combattimento supera addirittura quella di Batman e questo gli permette di sconfiggerlo negli scontri diretti.
- Artiglio di Orus: l'arma più potente di Hawkman è l'Artiglio di Horus: un guanto che assorbe l'energia dal nucleo della terra, chi viene colpito da questo guanto è come se venisse colpito dall'intero pianeta e questo permette ad Hawkman di sconfiggere con un colpo solo esseri potenti come Superman.
- Telepatia animale: alcune versioni del personaggio avevano un legame telepatico con gli uccelli simile a quello che Aquaman ha con le creature marine.
- Rigenerazione: il metallo "Nth" riesce in qualche modo a regolare la sua temperatura corporea, ciò gli permette di girare spesso a torso nudo e volare ad altissime quote, oltre ad avere capacità curative che permettono ad Hawkman di guarire dalle ferite gravi come per esempio quelle inferte da: armi da fuoco, da taglio, gravi ustioni, essere trafitto in più punti vitali, ricostruire ossa rotte o bucate in poche ore.

## Altri media
Hawkman ha fatto alcune apparizioni nelle serie animate I Superamici, Justice League, Justice League Unlimited, The Batman, Batman: The Brave and the Bold, Young Justice e Justice League Action.
Michael Shanks ha interpretato Hawkman nell'episodio doppio Giustizia assoluta della nona stagione della serie televisiva Smallville e in alcuni episodi successivi. Hawkman ha fatto la sua comparsa anche in Legends of Tomorrow, The Flash e Arrow.
Carter Hall, alias Hawkman, compare nel film del DC Extended Universe Black Adam (2022), interpretato da Aldis Hodge.